# جهت باد

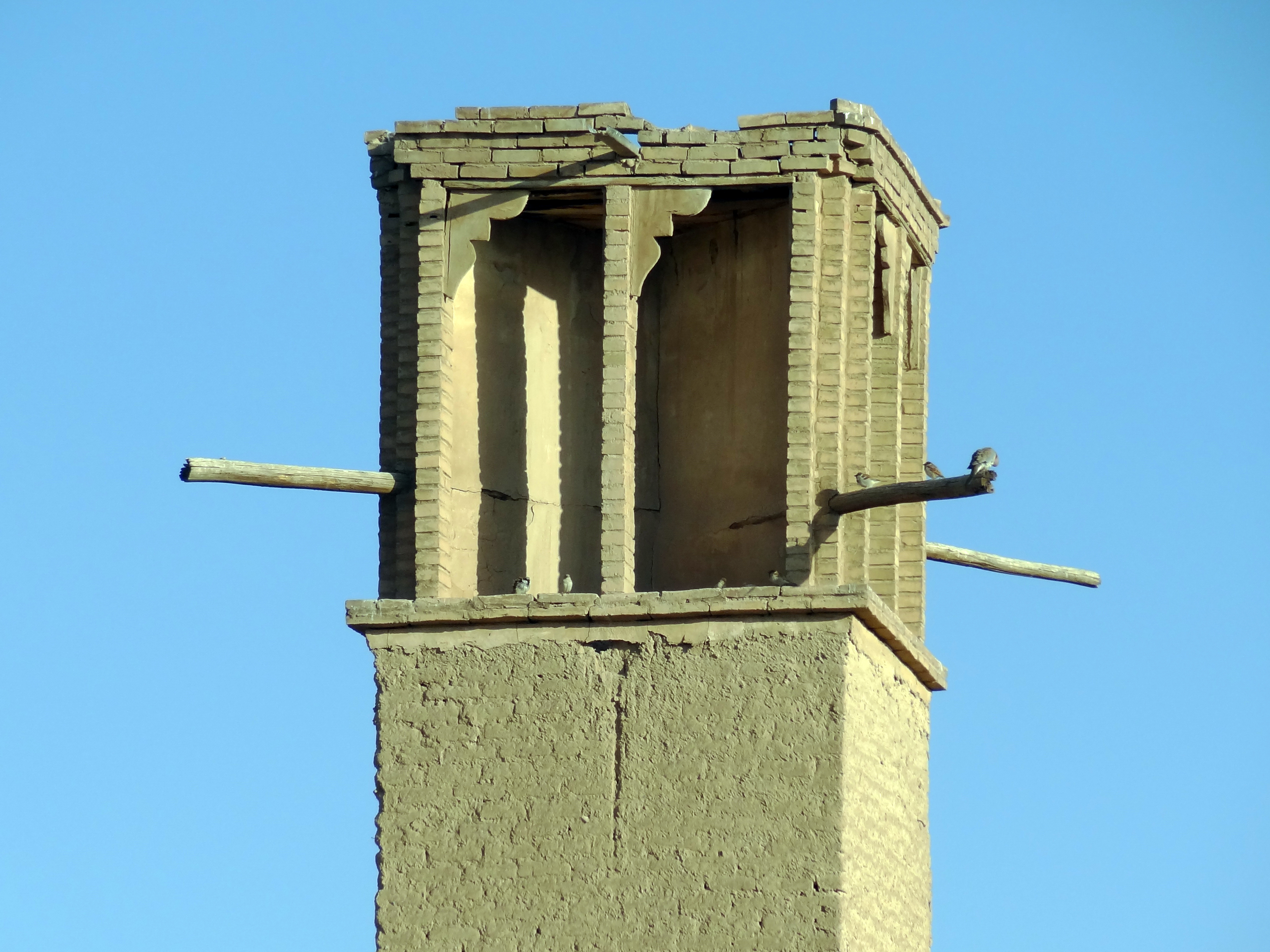
در گذشته ایران برای ساخت بادگیر به جهت باد دقت میشده (عکس از یک بادگیر در شهر کاشان - استان اصفهان)

جهت باد را از سمتی که می‌وزد گزارش می‌کنند. مثلاً باد شمال از شمال به جنوب می‌وزد. جهت باد معمولاً یا با چهار جهت اصلی یا با درجهٔ آزیموت گزارش می‌شود. مثلاً بادی که از جنوب می‌وزد باد ۱۸۰ درجه و بادی که از شرق می‌وزد باد ۹۰ درجه نامیده می‌شود.